# Guilherme Spínola de Melo
Guilherme Spínola de Melo (Angra do Heroísmo, 21 de novembro de 1876 — Angra do Heroísmo, 18 de outubro de 1947) foi um militar do Exército Português e administrador colonial, cuja carreira se desenvolveu maioritariamente em São Tomé e Príncipe. Entre outras funções de relevo, foi governador de São João Baptista de Ajudá e presidente da Câmara Municipal de Angra do Heroísmo. Deixou obra publicada sobre temas de história militar.

## Biografia
Nasceu na cidade de Angra do Heroísmo no seio de uma família oriunda da ilha Graciosa. Em 1896, com 20 anos de idade, assentou praça como recruta no Regimento de Caçadores n.º 10, sendo seleccionado para frequentar o curso da Escola Central de Sargentos, que concluiu em 1904.
Fez a sua carreira como sargento maioritariamente no Regimento de Infantaria n.º 25, ao tempo aquartelado na Fortaleza de São João Baptista do Monte Brasil, em Angra do Heroísmo. Em 1910 era sargento-ajudante daquele Regimento quando foi promovido a alferes.
Na classe de oficial de Infantaria, em 1910 foi transferido para a Província de São Tomé e Príncipe, sendo a 31 de julho de 1911 nomeado governador da fortaleza de São João Baptista de Ajudá, uma dependência de São Tomé e Príncipe situada na costa ocidental africana (na actual República de Benin.
Em 1914 foi promovido a tenente, em 1914, passando para o comando do Corpo de Polícia de São Tomé, na cidade de São Tomé, que comandou interinamente.
Em 1915 foi nomeado director administrativo da brigada de combate à doença do sono na ilha do Príncipe, funções que exerceu até 1918, ano em que foi promovido a capitão e transferido para Lisboa. A sua permanência na Metrópole foi curta, pois logo em 1919 regressou à ilha de São Tomé nomeado comandante do Corpo de Polícia da colónia, cargo que acumulou com a chefia dos serviços administrativos militares e de defensor oficioso junto do tribunal militar de São Tomé.
Em 1922 foi novamente colocado no Regimento de Infantaria n.º 25, em Angra do Heroísmo, no qual passou à reserva em 1931, continuando a servir no serviço de recrutamento e mobilização do Batalhão Independente de Infantaria n.º 17, em Angra do Heroísmo, até ser desligado do serviço em 1945 como reformado.
Teve sempre importante envolvimento cívico, exercendo as funções de Presidente da Câmara Municipal de Angra do Heroísmo de 27 de março de 1928 a 27 de agosto de 1930, embora com algumas interrupções, nomeado pelo governo da Ditadura Nacional. Foi também provedor da Santa Casa da Misericórdia de Angra do Heroísmo.
Dedicou-se à investigação histórica e à escrita, tendo deixado obra dispersa por vários periódicos. Publicou uma interessante obra sobre a Fortaleza de São João Baptista e a Restauração.

## Obras publicadas
Entre outras obras, é autor de:
- O Castelo de S. João Baptista da Ilha Terceira e a Restauração de 1640. Angra do Heroísmo, Ed. da Livraria Andrade, 1939.